# Bohor
Bohor este o arie protejată (arie specială de conservare — SAC, sit de importanță comunitară — SCI) din Slovenia întinsă pe o suprafață de 6.831,95 ha, integral pe uscat.

## Localizare
Centrul sitului Bohor este situat la coordonatele 46°04′12″N 15°26′26″E / 46.0699°N 15.4405°E.

## Înființare
Situl Bohor a fost declarat sit de importanță comunitară în aprilie 2004 pentru a proteja 6 specii de animale. Situl a fost protejat și ca arie specială de conservare în februarie 2012.

## Biodiversitate
Situată în ecoregiunea continentală, aria protejată conține 4 habitate naturale: Pajiști uscate seminaturale și facies de acoperire cu tufișuri pe substraturi calcaroase (Festuco-Brometalia) (* situri importante pentru orhidee), Fânețe de joasă altitudine (Alopecurus pratensis, Sanguisorba officinalis), Păduri de fag Luzulo-Fagetum, Păduri ilirice de Fagus sylvatica (Aremonio-Fagion).
La baza desemnării sitului se află mai multe specii protejate:
- amfibieni (1): izvoraș-cu-burta-galbenă (Bombina variegata)
- nevertebrate (5): Austropotamobius torrentium, fluturele-tigru (Callimorpha quadripunctaria), Leptidea morsei, croitorul cenușiu al stejarului (Morimus funereus), Rosalia alpina